# Ока (Квебек)
Ока — деревня в канадской провинции Квебек, около 30 км от Монреаля, на реке Оттава. Национальный парк Ока расположен на территории данного муниципалитета. Ока также известна своим сыром из бывшего траппистского аббатства Нотр-Дам-дю-Лак.

## История
Артефакты свидетельствуют о 4500-летнем присутствии индейцев на месте сегодняшней деревни. Когда сюда прибыли первые европейские поселенцы, мохоки использовали эту местность как охотничьи угодья.
В 1717 г. губернатор передал территорию Новой Франции под управление католическому Ордену сульпициан, который в 1721 г. основал там Миссию Озера Двух Гор. В 1740—1742 гг. сульпициане построили здесь Кальварию (имитацию крестного пути Христа), которая первоначально служила культовым местом для обращённых в христианство мохоков, а затем и для всех местных католиков. Семь остановок крестного пути существуют здесь для паломников с конца 19 века. Вплоть до 1950-х годов Кальвария была одним из самых посещаемых мест паломничества в провинции Квебек — сюда приходили до 30 000 паломников в год.
Когда в 1867 году открылось местное почтовое отделение, местность была названа Ока в честь вождя алгонкинов Поля Ока (буквально «золотая рыбка»).
В 1890 году трапписты основали Сельскохозяйственную школу Оки (Ecole d’Agriculture d’Oka), которая входила в состав сельскохозяйственного факультета Университета Монреаля. Сегодня в этом здании находится средняя школа Оки (École secondaire d’Oka).
С 1930-х годов район Оки стал известен археологам. Осенью 2007 года в Национальном парке Ока было обнаружено 108 артефактов, 85 из которых были керамическими. В следующем году было найдено ещё 1669 фрагментов, части из которых датируются 400—500 гг. до нашей эры. Ещё один сосуд относится к периоду между 500 и 1000 годами.
С созданием провинциального парка Ока деревня стала туристическим центром с 1960-х годов.
В 1990 году деревня оказалась в центре внимания канадской и даже мировой общественности в ходе окского кризиса, когда индейцы-мохоки из соседней резервации Kanesatake в течение нескольких месяцев боролись с полицией за земли, где находилось их кладбище, протестуя против сооружения там поля для гольфа. В ходе противостояния неопознанным лицом был убит полицейский, что привело к вводу канадских войск, однако в конце концов квебекское правительство выкупило земли и передало их индейцам.

## Местные знаменитости
- Денис Харбор (1917—2009), певец